# Calymmochilus nilamburicus
Calymmochilus nilamburicus är en stekelart som beskrevs av T.C. Narendran 1996. Calymmochilus nilamburicus ingår i släktet Calymmochilus och familjen hoppglanssteklar. Inga underarter finns listade.